# Котлерівка (річка)
Котлерівка — річка в Україні, у Путильському районі Чернівецької області, права притока Путилки (басейн Дунаю).

## Опис
Довжина річки приблизно 4 км.

## Розташування
Бере початок на південних схилах хребта Ракова. Тече переважно на південний захід понад селом Площі і на південному сході від села Дихтинець впадає у річку Путилку, праву притоку Черемошу.